# أندريا كوكلوفا
أندريا كوكلوفا مواليد 16 يوليو 1971 في بوبراد، هي لاعبة كرة سلة سلوفاكية معتزلة. تم اختيارها من قبل فريق فينيكس ميركوري خلال الدرافت. يبلغ طولها 6 قدم 0 بوصة (1.8 م).

## المسيرة الاحترافية
لعبت مع آكس أون بروفانس من سنة 1994 إلى 1997، ثم لعبت مع فينيكس ميركوري في سنة 1998، ثم لعبت مع غود أنجيلز كوشيتسه في موسم 1998–1999.

## روابط خارجية
- أندريا كوكلوفا على موقع الاتحاد الدولي لكرة السلة (الإنجليزية)
- أندريا كوكلوفا على موقع الاتحاد الوطني لكرة السلة النسائية (الإنجليزية)
- أندريا كوكلوفا على موقع بروبوليرز (الإنجليزية)
- أندريا كوكلوفا على موقع سبورتس رفرنس (الإنجليزية)
- أندريا كوكلوفا على موقع سبورتس رفرنس (الإنجليزية)
- أندريا كوكلوفا على موقع اللجنة الأولمبية الدولية (الإنجليزية)
- أندريا كوكلوفا على موقع أوليمبيديا (الإنجليزية)
- أندريا كوكلوفا على موقع اللجنة الأولمبية التشيكية (التشيكية)